# Mike i Molly
Mike i Molly (ang. Mike & Molly) – amerykański serial komediowy stworzony przez Marka Robertsa, nadawany na antenie CBS od 2010 roku. 12 marca 2014 roku stacja CBS zamówiła piątą serię.

13 stycznia 2016 roku, stacja CBS ogłosiła zakończenie produkcji serialu; szósty sezon jest ostatni

## Opis fabuły
Perypetie dwojga otyłych ludzi, którzy poznają się na spotkaniach osób walczących z nadwagą: policjanta Mike’a (Billy Gardell) i nauczycielki Molly (Melissa McCarthy). Żeby być razem, muszą pokonać wiele przeciwności m.in. kompleksy, żarty czy słowa krytyki dotyczące ich wyglądu.

## Obsada
| Rola                    | Aktor                 | Polski dubbing        |
| ----------------------- | --------------------- | --------------------- |
| Michael „Mike” Biggs    | Billy Gardell         | Grzegorz Kwiecień     |
| Molly Flynn−Biggs       | Melissa McCarthy      | Zofia Zborowska       |
| Carlton „Carl” McMillan | Reno Wilson           | Wojciech Chorąży      |
| Victoria Flynn          | Katy Mixon            | Katarzyna Łaska       |
| Joyce Flynn−Moranto     | Swoosie Kurtz         | Ewa Serwa             |
| Babatunde / Samuel      | Nyambi Nyambi         | Jakub Kamieński       |
| Vincent „Vince” Moranto | Louis Mustillo        | Cezary Żak            |
| Margaret „Peggy” Biggs  | Rondi Reed            | Katarzyna Kozak       |
| Rosetta McMillan        | Cleo King             | Katarzyna Skolimowska |
| Harry                   | David Anthony Higgins |                       |

## Lista odcinków
| Sezon | Sezon | Odcinki | Oryginalna emisja | Oryginalna emisja | Oryginalna emisja | Oryginalna emisja | Oryginalna emisja |
| Sezon | Sezon | Odcinki | Premiera sezonu   | Finał sezonu      | Premiera sezonu   | Finał sezonu      |                   |
| ----- | ----- | ------- | ----------------- | ----------------- | ----------------- | ----------------- | ----------------- |
|       | 1     | 24      | 20 września 2010  | 16 maja 2011      | 23 lutego 2011    | 8 czerwca 2011    |                   |
|       | 2     | 23      | 26 września 2011  | 14 maja 2012      | brak danych       | brak danych       |                   |
|       | 3     | 23      | 24 czerwca 2012   | 20 maja 2013      | brak danych       | brak danych       |                   |
|       | 4     | 22      | 4 listopada 2013  | 19 maja 2014      | 12 maja 2014      | 26 maja 2014      |                   |
|       | 5     | 22      | 8 grudnia 2014    | 18 maja 2015      | 11 czerwca 2015   | 10 lipca 2015     |                   |
|       | 6     | 13      | 7 stycznia 2016   | 16 maja 2016      | brak danych       | brak danych       |                   |

## Nagrody
- People's Choice 2011
  - nominacja: ulubiony nowy serial komediowy
- Emmy (2011)
  - wygrana: wybitna aktorka wiodąca w serialu komediowym − Melissa McCarthy
- Emmy (2012)
  - nominacja: wybitna aktorka wiodąca w serialu komediowym − Melissa McCarthy